# 鈴木規夫 (イスラム学者)
鈴木 規夫（すずき のりお、1957年7月3日 - ）は、日本のイスラム学者、愛知大学教授。

## 略歴
神奈川県横浜市生まれ。上智大学文学部仏文科卒業、1987年中央大学大学院法学研究科博士課程前期政治学専攻修了、1991年成蹊大学大学院法学政治学研究科博士課程後期政治学専攻中退、1993年「政治哲学における想像力の問題 スフラワルディーの<光>概念をめぐるイスラームと西欧」で博士（政治学）。1998年長野県短期大学助教授、1998年愛知大学国際コミュニケーション学部助教授、2002年教授となる。

## 著書
- 『日本人にとってイスラームとは何か』ちくま新書 1998年
- 『光の政治哲学 スフラワルディーとモダン』国際書院 2008年(愛知大学文學會叢書)
- 『現代イスラーム現象 その恐怖と希望』国際書院 2009年

### 編著
- 編『イメージング・チャイナ 印象中国の政治学』国際書院 2014年

### 訳書
- オーウェン・マシューズ『ゾルゲ伝―スターリンのマスター・エージェント』

「新資料が語るゾルゲ事件2」加藤哲郎共訳、みすず書房 2023年